# Aphaenogaster dulciniae
Aphaenogaster dulciniae är en myrart som beskrevs av Carlo Emery 1924. Aphaenogaster dulciniae ingår i släktet Aphaenogaster och familjen myror. Inga underarter finns listade i Catalogue of Life.